# Johns Hopkins Hospital (métro de Baltimore)
Ne doit pas être confondu avec Hôpital Johns-Hopkins.
Johns Hopkins Hospital est une station de métro américaine, terminus sud-est de l'unique ligne, d'Owings Mills à Johns Hopkins Hospital, du métro de Baltimore. Elle est située au 702 North Broadway à Baltimore, dans le Maryland.  
Ouverte en 1995, elle est exploitée, comme l'ensemble du métro, par la compagnie Maryland Transit Administration (MTA Maryland). Elle dessert notamment l'Hôpital Johns-Hopkins.

## Histoire
La station terminus Johns Hopkins Hospital est mise en service le 1er juin 1995, lors de l'ouverture à l'exploitation du prolongement de 2,5 km depuis l'ancienne station terminus Charles Center.

## Services aux voyageurs

### Desserte

Installations et desserte
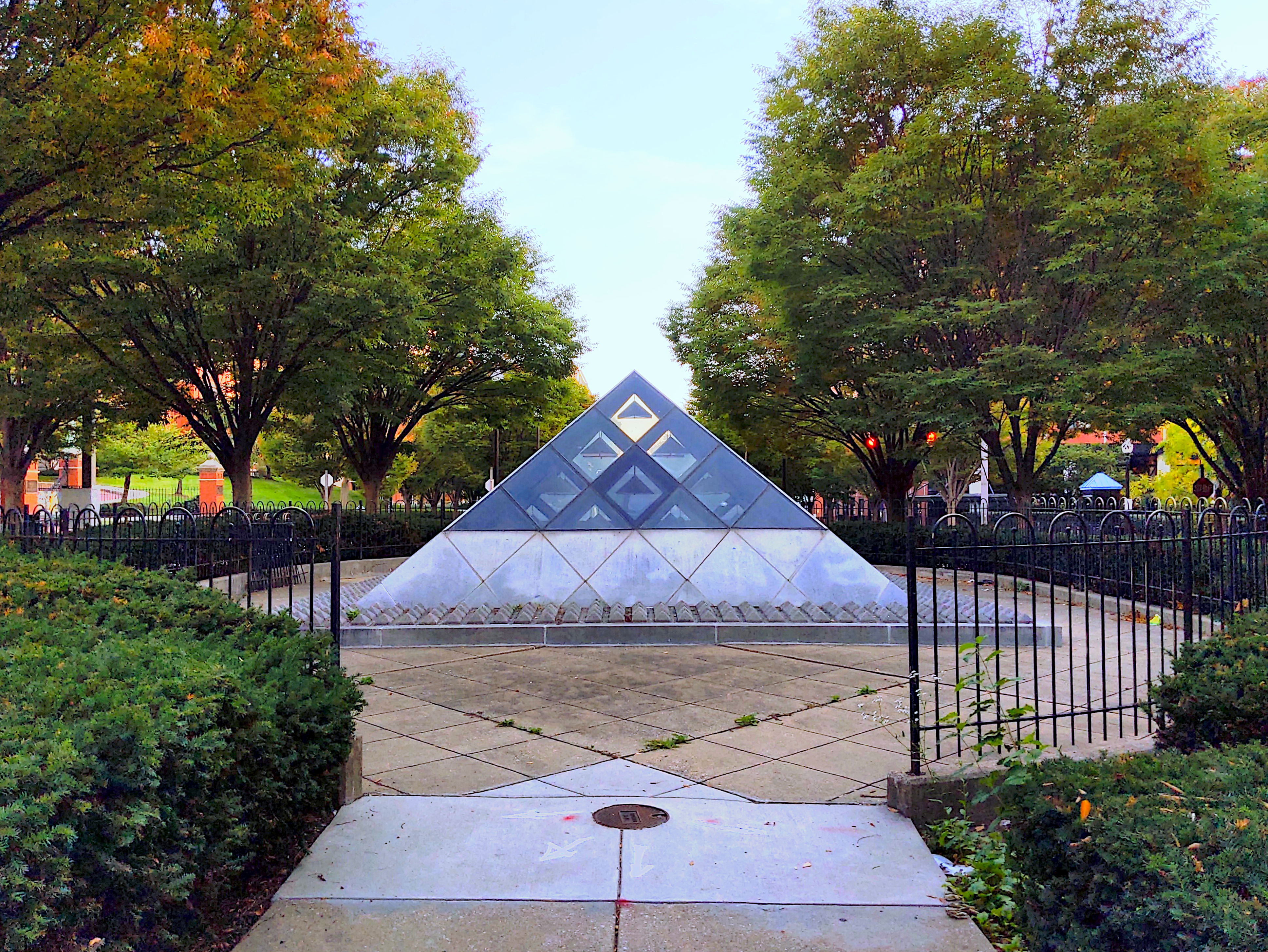
Éclairage par l'extérieur.
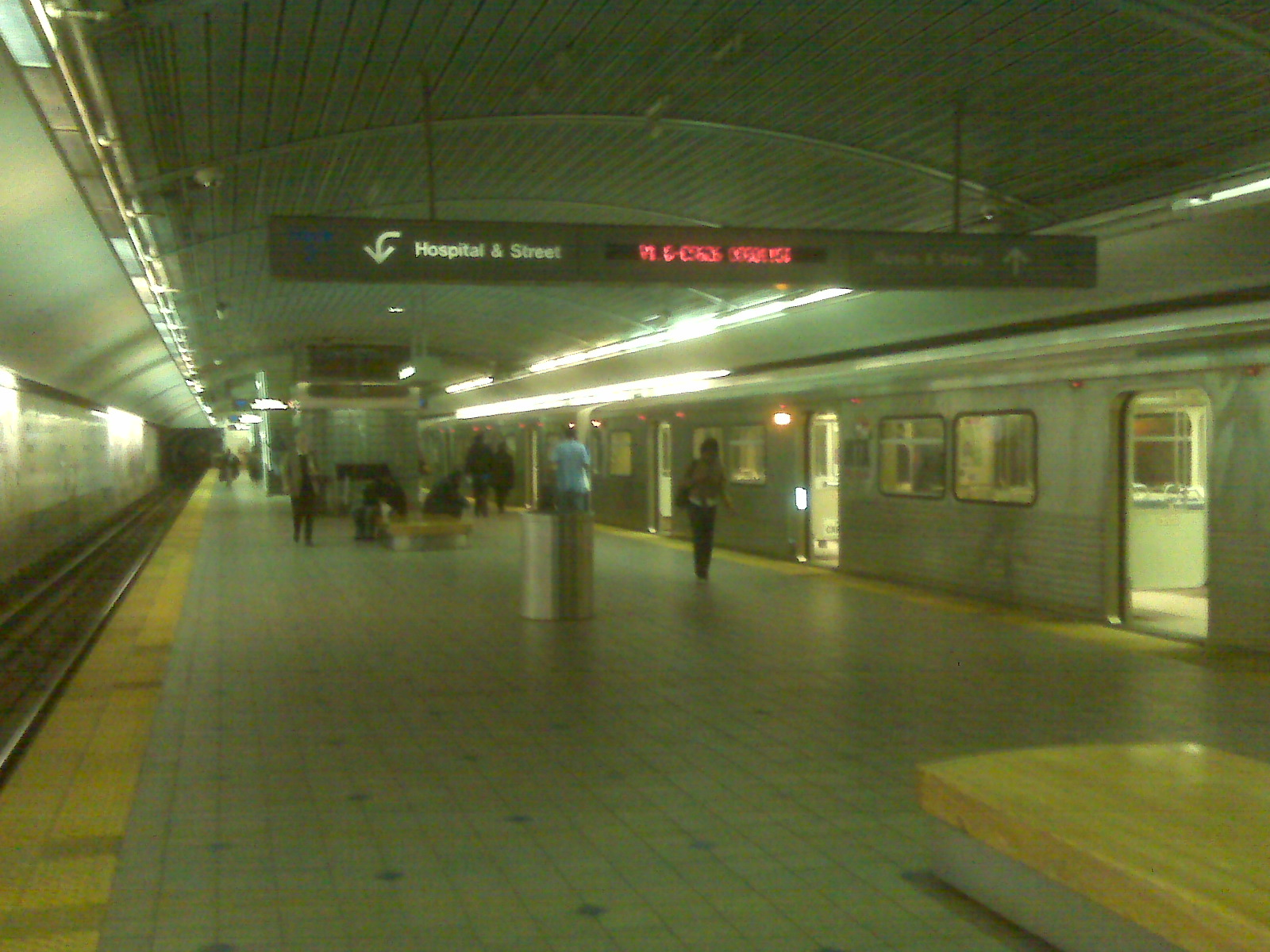
En 2010.
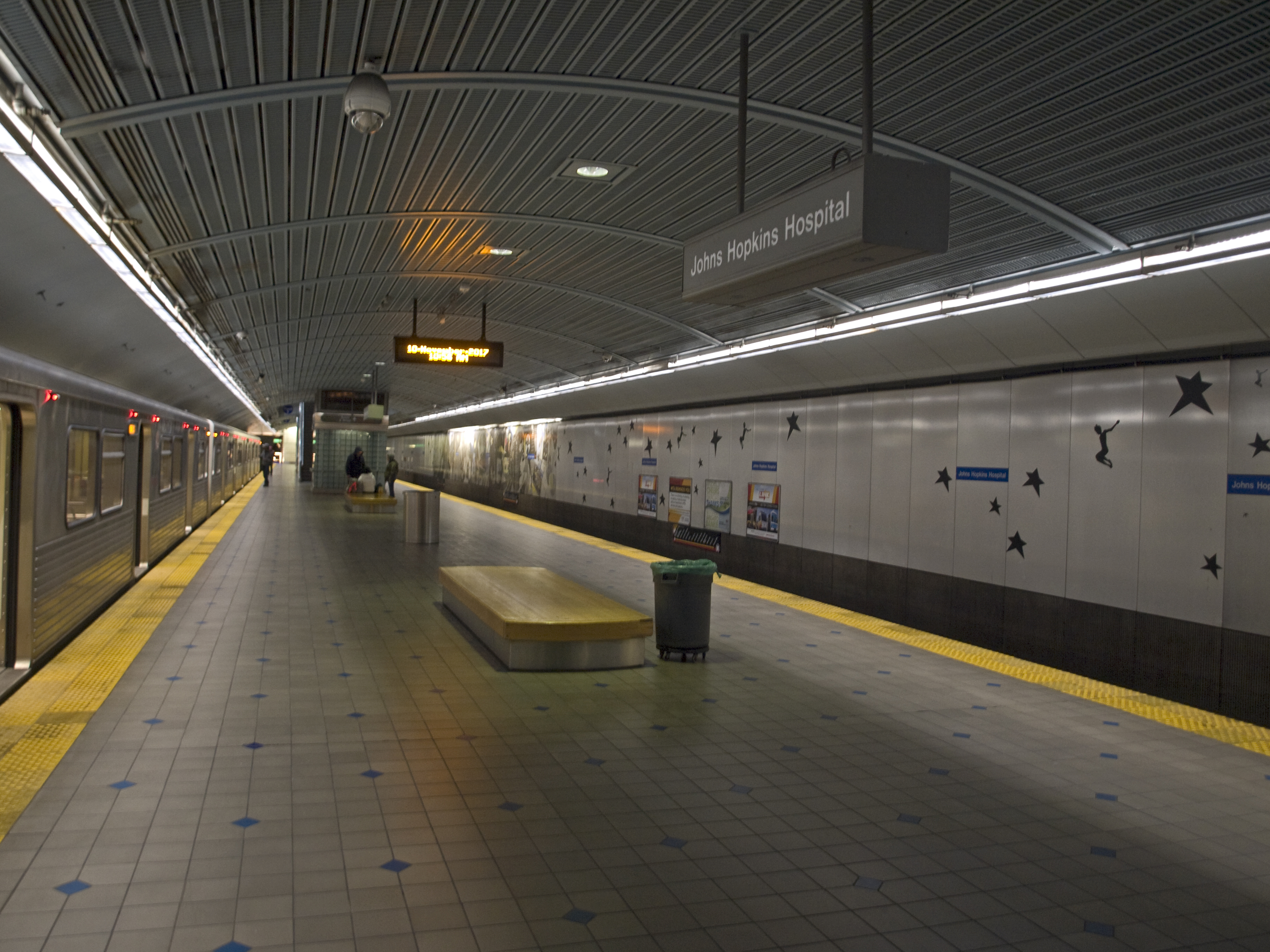
En 2017.

### Intermodalité
À proximité, des arrêts de bus sont desservis par la ligne Verte.